# Olga Arteshina
Olga Arteshina (27 de novembro de 1982) é uma basquetebolista profissional russa.

## Carreira
Olga Arteshina integrou a Seleção Russa de Basquetebol Feminino, em Londres 2012, que terminou na quarta colocação.